# Jean-Jacques Dony
Pour les articles homonymes, voir Dony.
Pour l’article ayant un titre homophone, voir Jean Jacques Dozy.
Jean-Jacques-Daniel Dony dit « abbé Dony », né le 24 février 1759 à Liège et mort le 6 novembre 1819  à Bois-l'Évêque, est un chimiste et industriel liégeois qui est à l'origine d'un procédé industriel d'exploitation des minerais de zinc.

## Biographie

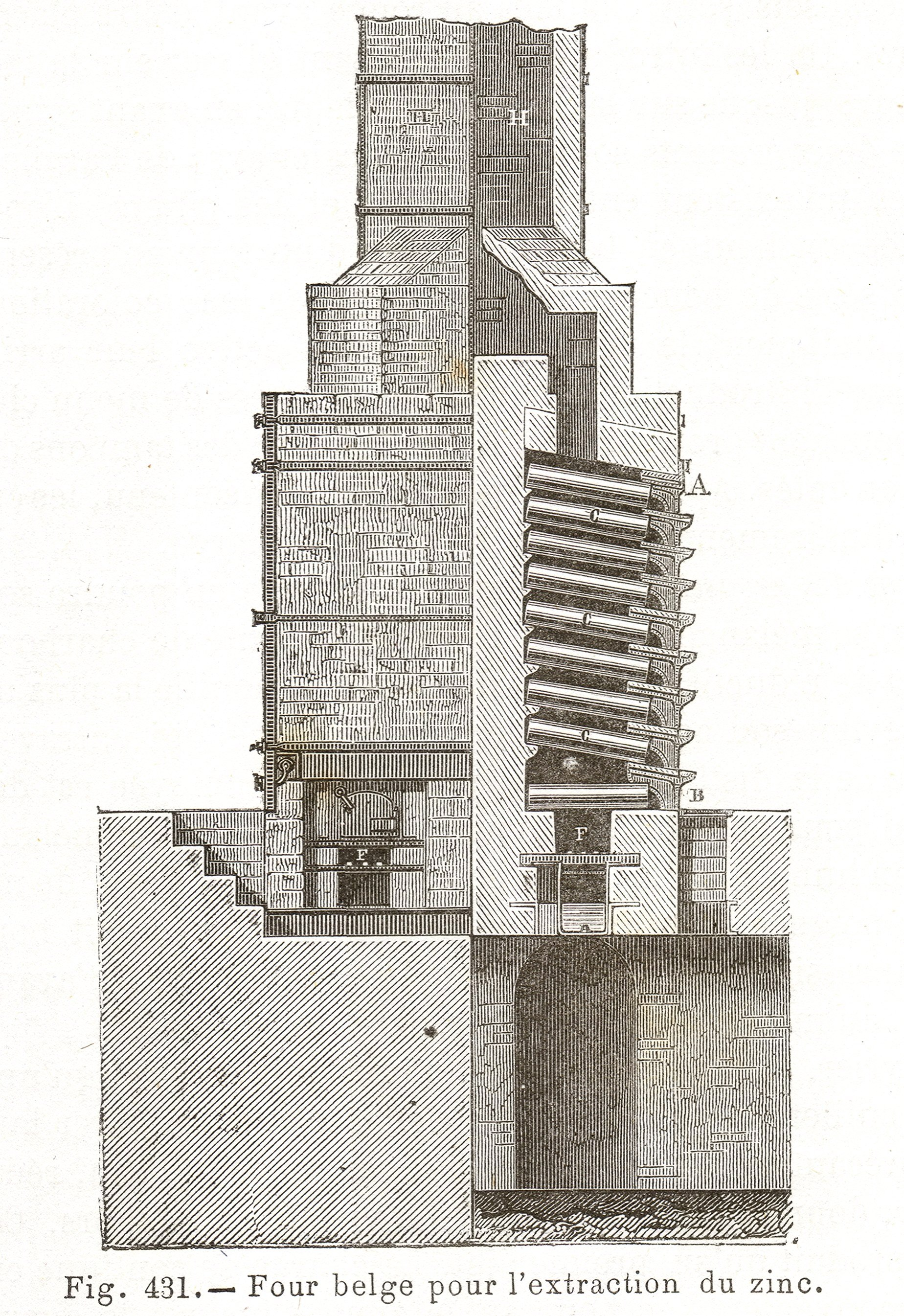
Coupe d'un four pour l'extraction du zinc.

Chanoine à l'âge de 24 ans, il occupe ses loisirs en recherches scientifiques.
Il obtient le 17 décembre 1805 (26 frimaire an XIV) la concession de la mine de la Vieille Montagne / Altenberg du préfet du Département de l'Ourthe.  L'adjudication est homologuée par le décret impérial du 24 mars 1806,.  Après le Congrès de Vienne, cette concession deviendra l'État indépendant de Moresnet neutre (Traité des Limites, Aix-la-Chapelle, 26 juin 1816).
Il expérimente à partir de 1808 l'extraction industrielle du zinc dans son usine du faubourg Saint-Léonard de Liège où il embauche, en 1809, Jean-Henri Regnier comme directeur. En 1810, il découvre et dépose un brevet pour le procédé de production de zinc.  Parvenu à produire économiquement le zinc, il ne trouve pas de débouchés et doit céder ses établissements à François-Dominique Mosselman en 1813. 
Pour promouvoir l'utilisation du zinc, il offre à l'empereur Napoléon I, une baignoire de zinc afin de démontrer les qualités hydrofuges et la malléabilité de ce nouveau produit; cette baignoire semble avoir suivi l'empereur lors des campagnes de Russie,.
Jean-Jacques-Daniel Dony meurt dans la misère en 1819.
La première usine (la Vieille Montagne) de production industrielle de zinc est construite à Liège (Angleur) en 1837. Elle donnera naissance à un empire européen de production de zinc, comprenant essentiellement des usines en France et en Allemagne.
Les activités de la Société de la Vieille Montagne seront intégrées en 1989 au groupe industriel Union minière, connu depuis 2001 sous le nom d'Umicore. En 2007 une entreprise séparée d'Umicore est fondée, sous le nom de Nyrstar.

## Hommages
- Rue Dony, à Liège.